# Stara Synagoga Poalej Cedek w Brańsku
Uzasadnienie: Mnożenie zbędnych bytów. Z artykułu wynika, że jest to po prostu wcześniejsza forma tego co mamy opisane w innym artykule.
Stara Synagoga Poalej Cedek w Brańsku (z hebr. Robotnicy Sprawiedliwości) – nieistniejąca synagoga, która znajdowała się w Brańsku przy ulicy Senatorskiej, nad rzeką Nurzec.
Synagoga została założona w 1892 roku w drewnianym budynku zakupionym w tym samym roku. Uczęszczali do niej członkowie cechu rzeźników i szewców. W roku 1903  została rozebrana, a na jej miejscu wzniesiono nową, murowaną synagogę.